# Mehdi Huseyn
 (mai 2021).
La mise en forme du texte ne suit pas les recommandations de Wikipédia : il faut le « wikifier ».
Les points d'amélioration suivants sont les cas les plus fréquents :
- Les titres sont pré-formatés par le logiciel. Ils ne sont ni en capitales, ni en gras.
- Le texte ne doit pas être écrit en capitales (les noms de famille non plus), ni en gras, ni en italique, ni en « petit »…
- Le gras n'est utilisé que pour surligner le titre de l'article dans l'introduction, une seule fois.
- L'italique est rarement utilisé : mots en langue étrangère, titres d'œuvres, noms de bateaux, etc.
- Les citations ne sont pas en italique mais en corps de texte normal. Elles sont entourées par des guillemets français : « et ».
- Les listes à puces sont à éviter, des paragraphes rédigés étant largement préférés. Les tableaux sont à réserver à la présentation de données structurées (résultats, etc.).
- Les appels de note de bas de page (petits chiffres en exposant, introduits par l'outil «  Source ») sont à placer entre la fin de phrase et le point final[comme ça].
- Les liens internes (vers d'autres articles de Wikipédia) sont à choisir avec parcimonie. Créez des liens vers des articles approfondissant le sujet. Les termes génériques sans rapport avec le sujet sont à éviter, ainsi que les répétitions de liens vers un même terme.
- Les liens externes sont à placer uniquement dans une section « Liens externes », à la fin de l'article. Ces liens sont à choisir avec parcimonie suivant les règles définies. Si un lien sert de source à l'article, son insertion dans le texte est à faire par les notes de bas de page.
- La présentation des références doit suivre les conventions bibliographiques. Il est recommandé d'utiliser les modèles {{Ouvrage}}, {{Chapitre}}, {{Article}}, {{Lien web}} et/ou {{Bibliographie}}. Le mode d'édition visuel peut mettre en forme automatiquement les références.
- Insérer une infobox (cadre d'informations à droite) n'est pas obligatoire pour parachever la mise en page.

Pour une aide détaillée, merci de consulter Aide:Wikification.
Si vous pensez que ces points ont été résolus, vous pouvez retirer ce bandeau et améliorer la mise en forme d'un autre article.
Mehdi Huseyn (en azéri : Mehdi Əli oğlu Hüseynov, né le 22 mars 1909 dans le village Chikhly de la région de Gazakh  et mort le 10 mars 1965) est un écrivain, dramaturge, critique, personnalité publique, écrivain du peuple d'Azerbaïdjan (1964), lauréat du Prix d'État de l'URSS (1950).

## Parcours professionnel
Mehdi Huseyn est diplômé en histoire à la Faculté pédagogique de l'Université d'État d'Azerbaïdjan (1929). Puis il suit des cours académiques de scénaristes à l'Institut national de la  cinématographie de Moscou (1938). Il est secrétaire exécutif de la Société des écrivains prolétariens d'Azerbaïdjan, secrétaire exécutif du Comité d'organisation de l'Union des écrivains soviétiques d'Azerbaïdjan (1930-1934), premier secrétaire de l'Union des écrivains d'Azerbaïdjan, secrétaire de l'Union des écrivains de l'URSS (1958-1965).

## Travail de reporter
Il commence sa carrière comme reporter. Son premier article critique (Futurisme en nous) est publié en 1926, et son article La tondaille est publié en 1927.

## Œuvre
Le recueil de nouvelles Eaux de printemps (1930) et  Haver (1930) reflètent des épisodes typiques de la lutte pour une nouvelle vie dans un village azerbaïdjanais. 
Dans les romans Tunnel (1927), Vendetta(1928), Rancune (1935), Inondation (1933-1936) il crée des personnages distingués par des caractéristiques individuelles.
Le courage et l'héroïsme du peuple sont glorifiés dans les œuvres historiques comme
- Matin (1953),
- Tarlan (1940),
- Fleurs de la patrie (1942),
- Moscou (1942),
- Cœur (1945),
- Cri (1945).

Ses romans sur la vie des travailleurs-pétroliers sont remarquables en termes d'intervention audacieuse dans les problèmes sociaux, moraux et éthiques:
- Absheron (1949),
- Pierres noires (1957-1959)
- Les fleuves souterraines se jettent dans la mer (1965)[2].

Mehdi Hussein est également connu comme dramaturge. Il commence sa carrière dramatique avec la pièce Gloire (1939). Les drames historiques Nizami (1942) et Djavanshir (1957) reflètent le patriotisme et les traditions héroïques du peuple azerbaïdjanais. Il écrit des pièces Flame (1961), Langueur (1944, avec Ilyas Efendiyev), Shamil (1940-1941) et Frères (1948), ainsi que des mémoires, des notes de voyage (Un mois et un jour, 1963). Mehdi Hussein a des ouvrages dans les domaines de la critique et du journalisme. Ses œuvres ont été traduites dans plusieurs langues étrangères.